# 神津友好
神津 友好（こうづ ともよし、1925年8月8日 - 2019年12月28日）は、日本の放送演芸作家。

## 経歴・人物
長野県小県郡中塩田村（現上田市）生まれ。旧制丸子農商学校（長野県丸子修学館高等学校）を経て、上智大学文学部新聞学科在学中に学徒出陣で兵役に就くが、訓練中に終戦を迎えたために復員する。
戦後に上智大学に復学し卒業した後に「より文学上の知識を得たい」として法政大学文学部英文科に入学し、4年間学ぶ。法政大学卒業後は雑誌や業界紙記者をへて、1953年から演芸台本作家となる。
手掛けた主な放送番組に『やじうま寄席』（日本テレビ放送網）、『お好み演芸会』、『演芸風土記』（共に日本放送協会）などがある。
1970年からはNHK演芸担当者と協力して漫才師を志す新人向けの勉強会を定期的に行うなど、新人発掘やサポートも手掛けた。
1979年から『花王名人劇場』（関西テレビ放送）プロデューサー、1980年には文化庁芸術祭審査員を務めた。民間放送連盟賞娯楽部門最優秀賞「小沢昭一的こころ10周年スペシャル　元祖蒲田行進曲」。
NHK新人落語大賞審査員、日本放送作家協会理事を務めた。
ベテランの落語作家でありながら1998年に行われた「新作落語大賞」（主催：落語王）に自発的に応募、『閻魔』で審査員特別賞を受賞している。　
2019年12月28日、老衰のため東京都世田谷区の病院で死去。94歳没。

## 著書
- 『笑ってください ミニ落語集』自由ブックス社 1975
- 『笑伝林家三平』文芸春秋 1985　のち新潮文庫
- 『にっぽん芸人図鑑 珍芸・奇芸・名人芸』主婦と生活社 1989
- 『落語の手帖 寄席のおともに』自由国民社 2009

### 編著
- 『少年少女名作落語 1 首ちょうちん』編著 若菜珪絵 偕成社 1974
- 『少年少女名作落語 7 目黒のさんま』編著 若菜珪絵 偕成社 1975